# Vtwonen verhuist
Vtwonen verhuist is Nederlands televisieprogramma dat wordt gepresenteerd door Kees Tol. In het programma neemt het verhuisteam het klussen en de verhuizing van een gezin over. Eén van de vtwonen-stylisten zorgt voor de inrichting van het huis. Het programma heeft tot nu toe één seizoen van vier afleveringen dat in december 2018 op SBS6 werd uitgezonden.

## Afleveringen

### Seizoen 1
| Aflevering | Datum            | Kijkcijfers | Stylist          |
| ---------- | ---------------- | ----------- | ---------------- |
| 1          | 9 december 2018  | 467.000     | Frans Uyterlinde |
| 2          | 16 december 2018 | 514.000     | Eva van de Ven   |
| 3          | 23 december 2018 | 402.000     | Marianne Luning  |
| 4          | 30 december 2018 | 545.000     | Frans Uyterlinde |